# ユネス・カブール
ユネス・カブール（Younes Kaboul, 1986年1月4日 - ）は、フランス・オート＝サヴォワ県サン＝ジュリアン＝アン＝ジュヌヴォワ出身の元サッカー選手。ポジションはディフェンダー。元フランス代表。

## 経歴

### クラブ
2014年9月15日、移籍したマイケル・ドーソンに代わって、トッテナムの主将に指名された。
2015年7月16日、サンダーランドAFCに移籍した。契約期間は4年間。
2016年8月19日、ワトフォードFCに移籍した。移籍金は400万ポンド、契約期間は3年間。
1年経った17-18シーズンでは中足骨折の影響により、プレミアリーグでの出番は2試合しか無かった。

### 代表
U-21フランス代表ではキャプテンを務めた。2010年11月10日に初めてフランスA代表に招集されたが出番はなかった。そのためカブール自身は「まだモロッコ代表への扉を閉ざしていない」と語っていた。その後もフランス代表に招集され、2011年6月6日親善試合ウクライナ戦でA代表初出場初得点を記録した。
2005年UEFA U-19欧州選手権に出場し優勝した。

## 人物
モロッコにルーツを持つ。

## 所属クラブ
- AJオセール 2004-2007
- トッテナム・ホットスパーFC 2007-2008
- ポーツマスFC 2008-2010.1
- トッテナム 2010.1-2015
- サンダーランドAFC 2015-2016
- ワトフォードFC 2016-2018

## タイトル

### クラブ
AJオセール
- クープ・ドゥ・フランス 2004-05

トッテナム・ホットスパーFC
- フットボールリーグカップ 2007-08